# Чепіжний Віктор Іванович
Віктор Іванович Чепіжний (18 лютого 1934 , Дніпропетровськ) — шаховий композитор; гросмейстер СРСР (1980), міжнародний гросмейстер (1989), міжнародний арбітр з шахової композиції (1965), заслужений майстер спорту Росії (2005). Інженер-фізик, журналіст. 

## Кар'єра
Закінчив Дніпровський національний університет. Завідувач шахової редакцією видавництва «Фізкультура і спорт» (з 1977).
Віцепрезидент Постійної комісії ФІДЕ з шахової композиції (з 1982), голова Центральної комісії з шахової композиції Шахової федерації СРСР (1980 +1989). З 1956 опублікував понад 300 завдань, половина з них відзначена призами, в тому числі 80 — першими місцями. П'ятиразовий чемпіон СРСР по розділу двоходівок (7-9-й чемпіонати, 1965—1969; 16-й, 1985 ; 17-й,1987), призер п'яти інших чемпіонатів. Нагороджений золотою (з Л. Лошинським) і срібною медалями по розділу двоходівок, бронзовою медаллю (з Л. Лошінскім) по розділу триходівок на Олімпійському конкурсі в Лейпцигу (1960). Вдосконалення майстерності Чепіжного як шахового композитора сприяло спілкування з В. Руденком (спільно склали понад 100 завдань) та Л. Лошинським.
Для творчості Чепіжного характерні оригінальність ідеї, нюансування задуму, прагнення до простоти. Улюблені жанри: двоходівка зі зміною гри, триходівка і кооперативний мат.
Переможець індивідуальних чемпіонатів світу (WCCI) за 1998 — 2000 роки в розділі двоходівок і за 2004 — 2006 роки в розділі коопматів.
Живе в Москві.

## Книги
- Турнир звезд: Монреаль-79 / Авт.-сост. В. И. Чепижный. — М.: ФиС, 1979. — 255 с.
- Межзональные турниры: Рига'79; Рио-де-Жанейро'79 / Авт.-сост. В. И. Чепижный; Вступ. статьи В. И. Чепижного и М. А. Бейлина. — М.: ФиС, 1980. — 415 с.
- Шахматная композиция, Сб. 1977—1982 / Сост. В. И. Чепижный, — М.: ФиС, 1983. — 256 с.
- Тишков А. А., Чепижный В. И. Шахматные задачи-миниатюры. —М.: ФиС, 1987. — 336 с.